# Fructuoso Rivera
José Fructuoso Rivera y Toscana (Montevideo, 17 ottobre 1784 – Melo, 13 gennaio 1854) è stato un politico e generale uruguaiano.
Ha fatto parte del Triumvirato di governo assieme a Juan Antonio Lavalleja e Venancio Flores dal 25 settembre 1853 al 13 gennaio 1854.
È stato presidente dell'Uruguay dal 6 novembre 1830 al 24 ottobre 1834 e dall'11 novembre 1838 al 1º marzo 1843.

## Biografia

### Le guerre d'indipendenza
Figlio di un proprietario terriero della Banda Oriental,  con lo scoppio dei moti rivoluzionari nella regione platina Rivera si unì all'esercito di José Artigas prendendo parte alla battaglia di Las Piedras del 1811. Successivamente venne mandato dallo stesso Artigas a constrastare le forze portoghesi che stavano penetrando nel territorio. L'anno seguente prese parte al secondo assedio di Montevideo. In quest'occasione seguì la ritirata di Artigas dal campo di battaglia dopo i contrasti con i rappresentanti del direttorio di Buenos Aires, i quali sostenevano la supremazia della futura capitale argentina sul resto delle province platine. Iniziavano così a sorgere i contrasti tra federales ed unitarios che nei decenni successivi insanguineranno la regione. Nel 1814 Rivera guidò alla vittoria le truppe orientali contro quelle porteñe guidate da Manuel Dorrego nella battaglia di Guayabos.
Durante l'invasione luso-brasiliana della Banda Oriental Rivera fu sconfitto duramente ad India Muerta, il che consentirà all'esercito nemico di occupare Montevideo l'anno successivo. Negli anni a seguire continuò a restare al fianco di Artigas, il quale gli affidò la divisione più consistente del suo esercito. Altri indipendentisti in contrasto con la condotta del caudillo orientale, tra i quali Manuel Oribe, si ritiravano invece a Buenos Aires. Rivera riuscì a vincere a Chapicuy ed a Queguay Chico, tuttavia fu sonoramente sconfitto ad Arroyo Grande. Nel marzo 1820 siglò un armistizio con Bento Manuel Ribeiro, capo dell'esercito luso-brasiliano, disobbedendo così agli ordini di Artigas.
Negli anni successivi si arruolò nell'esercito portoghese ed entrò a far parte dell'assemblea della provincia Cisplatina che convalidò l'annessione del territorio al Regno Unito del Portogallo. Con l'indipendenza brasiliana Rivera si unì all'esercito del nuovo stato.
Nel 1825, pochi giorni dopo lo sbarco nella Banda Oriental dei Trentatré Orientali, Rivera si incontrò con il suo vecchio compagno di lotta Juan Antonio Lavalleja. In poco tempo gli indipendentisti poterono contare su migliaia di volontari. Il 24 settembre dello stesso anno le truppe comandate da Rivera sconfissero i brasiliani a Rincón. Poche settimane dopo le milizie orientali sconfissero nuovamente i nemici a Sarandí. Nel dicembre il congresso di Buenos Aires proclamò la riannessione della Banda Oriental alle Province Unite del Río de la Plata causando la dichiarazione di guerra da parte del Brasile. Gli argentini allestirono così un esercito per supportare i combattenti di Lavalleja, tuttavia, nel gennaio dell'anno seguente, Rivera fu imprigionato per non aver obbedito agli ordini ed inviato a Buenos Aires. Qui riuscì a fuggire ed a riparare a Santa Fe, ponendosi sotto la protezione del caudillo locale Estanislao López.
Nell'aprile 1828 con un piccolo esercito invase il territorio delle Misiones Orientales, un territorio conteso situato sulla sponda sinistra del fiume Uruguay. Nel frattempo il governatore di Buenos Aires Dorrego aveva firmato con i brasiliani un trattato di pace che sanciva l'indipendenza della Banda Oriental. In base agli accordi, i territori occupati da Rivera erano riconosciuti al Brasile. Il caudillo orientale quindi guidò una parte della popolazione delle Misiones Orientales a sud del fiume Cuareim dove fondò la cittadina di Santa Rosa del Cuareim.
Il 24 ottobre 1830 un'assemblea votò a larga maggioranza Fructuoso Rivera come primo Capo di Stato dell'Uruguay. L'11 novembre successivo nominò il suo governo nel quale non figuravano né Lavalleja né Oribe. Solo quest'ultimo verrà nominato anni dopo ministro della Guerra e della Marina.

### La guerra civile uruguaiana
Nel 1835 favorì la nomina di Manuel Oribe come suo successore a Capo di Stato. L'anno seguente, in seguito ad alcune indagini governative sulla gestione dei conti pubblici durante il suo mandato, Rivera si ribellò. Armato quindi un esercito con l'aiuto dei brasiliani, si scontrò al torrente Carpintería con Oribe rimediando tuttavia una sonora sconfitta. Lo scontro armato scoppiò nello stesso anno in cui erano sorti i due partiti che domineranno la scena politica uruguaiana nei decenni successivi. Da una parte, il Partito Colorado, vicino al ceto mercantile di Montevideo e guidato da Rivera, sostenitore del liberalismo economico, e dall'altra il Partito Nazionale i blancos, capeggiati da Oribe, fautore quest'ultimo di una politica protezionistica e vicina agli interessi dei produttori agricoli dell'interno.
Nei due anni successivi riuscì a sconfiggere il presidente uruguaiano Oribe a Yucutujá ed a Palmar costringendolo alle dimissioni il 24 ottobre 1838 e alla fuga a Buenos Aires dall'alleato Juan Manuel de Rosas. Dopo aver fatto parte di un governo provvisorio, Rivera fu nominato presidente dell'Uruguay il 1º marzo 1839. In quegli stessi anni cercò un accordo in chiave anti-rosista con i francesi che avevano bloccato dal 1838 il Río de la Plata. Il fallimento della rivolta guidata dal governatore di Corrientes Genaro Berón de Astrada e l'accordo tra la Francia e Rosas lasciarono tuttavia solo Rivera. Ciò nonostante egli riuscì a sconfiggere le truppe del governatore entrerriano Pascual Echagüe a Cagancha. Nell'autunno 1842 Oribe, supportato dalla Confederazione Argentina, guidò un esercito attraverso Santa Fe ed con l'obbiettivo di riconquistare l'Uruguay. I due generali si scontrarono ad Arroyo Grande. Nel febbraio successivo l'esercito blanco cinse d'assedio Montevideo. Nel frattempo il mandato presidenziale di Rivera era giunto al termine ed il congresso, assediato nella capitale uruguaiano nominò come suo successore Joaquín Suárez. Negli anni successivi comandò le truppe dei colorados nell'interno venendo tuttavia duramente sconfitto da Justo José de Urquiza ad India Muerta nel 1845. Dopo questa sconfitta fuggì in Brasile dove fu incarcerato. 
Una volta riottenuta la libertà rientrò a Montevideo dove il governo della Difesa, che ancora resisteva assediato a Montevideo, cercava di tenerlo lontano dalle operazioni campali. Nell'aprile 1847 fu protagonista di un colpo di mano che rovesciò il comandante della difesa della città Melchor Pacheco y Obes. Rivera cercò quindi di raggiungere un accordo di pace con Oribe venendo tuttavia sconfessato dal presidente Suárez. Successivamente fu duramente sconfitto dalle truppe dei blancos durante un'incursione nell'interno del paese. Nel dicembre 1847, dopo aver ritentato di raggiungere un nuovo accordo con Oribe, Rivera venne arrestato ed esiliato in Brasile.
Nonostante la fine della guerra civile Rivera continuò a vivere esiliato. Nel 1853 un suo colonnello Venancio Flores rovesciò il presidente Juan Francisco Giró e nominò un triumvirato che includeva anche Lavalleja e lo stesso Rivera. Di ritorno in patria morì a Melo.

## Omaggi
Il villaggio frontaliero di Pereira venne ribattezzato Rivera su volontà del presidente de facto Flores.